# Sant Jaume de Bellveí
Sant Jaume de Bellveí és l'església parroquial de Bellveí, al municipi de Torrefeta i Florejacs (Segarra), inclosa a l'Inventari del Patrimoni Arquitectònic de Catalunya.

## Descripció
Església parroquial construïda sota l'advocació de Sant Jaume. Aquest edifici ha estat aixecat amb filades de carreus irregulars i presenta restes d'arrebossat. En aquesta façana es troba una portada dovellada barroca amb una mènsula a la clau; dues pilastres estriades amb capitells llisos flanquegen la portada, sustentant així un entaulament amb un floró en cadascun dels extrems. Damunt la portada una rosassa amb motllura llisa i a l'extrem S.O. la torre del campanar, formada per dos cossos verticals quadrangulars, dividits per una motllura. La torre és coronada per quatre finestrals amb arc de mig punt i quatre florons al capdamunt.
A l'interior s'observa una única nau, amb cinc trams, coberta amb volta de llunetes, un cor i dues capelles que s'obren en cadascun dels murs laterals.